# Dendroalsia abietina
Dendroalsia abietina là một loài Rêu trong họ Leucodontaceae. Loài này được (Hook.) E. Britton mô tả khoa học đầu tiên năm 1909.